# سوم قرغيزي
السوم القيرغيزستاني (بالقيرغيزيّة: Кыргыз сом، بالروسيّة: Киргизский сом) العملة الرسميّة لجمهورية قيرغيزستان رمزها (KGS) ويصدرها المصرف الوطني لجمهورية قيرغيزستان، السوم القيرغيزستاني الواحد مقسّم لمئة تيين (بالقيرغيزيّة: тыйын)، أصدر أول مرة في 10 أيار عام 1993 لتحل مكان الروبيل السوفياتيّ.

## العملات المعدنية
|                                                                                              | 1 تيين  | 14 ملم   | 1.0 g | نحاس أصفر | أملس  | القيمة | شعار قيرغيزستان، اسم الدولة، السنة | 2008 | 1 يناير 2008  | متداولة، لكن لم يعد يظهر في التداول |
|                                                                                              | 10 تيين | 15 ملم   | 1.3 g | نحاس أصفر | أملس  | القيمة | شعار قيرغيزستان، اسم الدولة، السنة | 2008 | 1 يناير 2008  | متداولة                             |
|                                                                                              | 50 تيين | 17 ملم   | 1.8 g | نحاس أصفر | أملس  | القيمة | شعار قيرغيزستان، اسم الدولة، السنة | 2008 | 1 يناير 2008  | متداولة                             |
|                                                                                              | 1 سوم   | 19 ملم   | 2.5g  | نيكل      | أملس  | القيمة | شعار قيرغيزستان، اسم الدولة، السنة | 2008 | 1 يناير 2008  | متداولة                             |
|                                                                                              | 3 سوم   | 21 ملم   | 3.2 g | نيكل      | أملس  | القيمة | شعار قيرغيزستان، اسم الدولة، السنة | 2008 | 1 يناير 2008  | متداولة                             |
|                                                                                              | 5 سوم   | 23 ملم   | 4.2 g | نيكل      | أملس  | القيمة | شعار قيرغيزستان، اسم الدولة، السنة | 2008 | 1 يناير 2008  | متداولة                             |
|                                                                                              | 10 سوم  | 24.5 ملم | 5.4 g | نيكل      | أملس  | القيمة | شعار قيرغيزستان، اسم الدولة، السنة | 2009 | 1 ديسمبر 2009 | متداولة                             |
|                                                                                              | 10 سوم  | 24.5 ملم | 5.4 g | نيكل      | خماسي | القيمة | شعار قيرغيزستان، اسم الدولة، السنة | 2009 | 1 سبتمبر 2014 | متداولة                             |
| هذه الصور هي بمقياس 2.5 بكسل لكل ملم. For table standards, see the coin specification table. |         |          |       |           |       |        |                                    |      |               |                                     |

## الأوراق النقدية
أصدرت الحكومة في 10 مايو 1993 أوراق نقدية من فئة 1 و10 و50 وأصدر بنك قيرغيزستان سندات بقيمة 1 و5 و20 سوم. أصدر بنك قيرغيزستان سلسلة ثانية من الأوراق النقدية في عام 1994 من فئات 1 و5 و10 و20 و50 و100 سوم. تبعت ذلك سلسلة ثالثة في عام 1997 فصاعدًا بفئات 1 و5 و10 و20 و50 و100 و200 و500 و1000 سوم. صدرت السلسلة الرابعة في عامي 2009 و2010 بفئات 20 و50 و100 و200 و500 و1000 و5000 سوم. كما أصدرت العديد من الأوراق النقدية التذكارية المخصصة لهواة جمع العملات.

### السلسلة الأولى (1993)
صممت السلسلة الأولى ديمتري ليسوجوروف وأ.ب.تسيجانك. طبعتها دو لا رو في المملكة المتحدة.
| الصورة                                 | الصورة | القيمة  | الأبعاد    | الوصف                   | الوصف                   | الوصف                                                   | تاريخ      | تاريخ        | تاريخ                                              |
| الوجه                                  | الظهر  | القيمة  | الأبعاد    | الوجه                   | الظهر                   | علامة مائية                                             | السك       | الإصدار      | السحب                                              |
| -------------------------------------- | ------ | ------- | ---------- | ----------------------- | ----------------------- | ------------------------------------------------------- | ---------- | ------------ | -------------------------------------------------- |
|                                        |        | 1 تيين  | 90×70 ملم  | القيمة، النسر القيرغيزي | القيمة، شعار قيرغيزستان | نسر (إصدار 1993). زخرفة على شكل فطر (إصدار 1999 و2001). | بدون تاريخ | 10 مايو 1993 | قانوني، لكن لم يعد يصدر ونادرًا ما يظهر في التداول. |
|                                        |        | 10 تيين | 90×70 ملم  | القيمة، النسر القيرغيزي | القيمة، شعار قيرغيزستان | نسر (إصدار 1993). زخرفة على شكل فطر (إصدار 1999 و2001). | بدون تاريخ | 10 مايو 1993 | قانوني، لكن لم يعد يصدر ونادرًا ما يظهر في التداول. |
|                                        |        | 50 تيين | 90×70 ملم  | القيمة، النسر القيرغيزي | القيمة، شعار قيرغيزستان | نسر (إصدار 1993). زخرفة على شكل فطر (إصدار 1999 و2001). | بدون تاريخ | 10 مايو 1993 | قانوني، لكن لم يعد يصدر ونادرًا ما يظهر في التداول. |
|                                        |        | 1 سوم   | 140×70 ملم | القيمة، مناص            | القيمة، ماناس أوردو     | نسر                                                     | بدون تاريخ | 10 مايو 1993 | قانوني، لكن لم يعد يصدر ونادرًا ما يظهر في التداول. |
|                                        |        | 5 سوم   | 140×70 ملم | القيمة، مناص            | القيمة، ماناس أوردو     | نسر                                                     | بدون تاريخ | 10 مايو 1993 | قانوني، لكن لم يعد يصدر ونادرًا ما يظهر في التداول. |
|                                        |        | 20 سوم  | 140×70 ملم | القيمة، مناص            | القيمة، ماناس أوردو     | نسر                                                     | بدون تاريخ | 10 مايو 1993 | قانوني، لكن لم يعد يصدر ونادرًا ما يظهر في التداول. |
| هذه الصور بمقياس 0.7 بيكسل كل ميليمتر. |        |         |            |                         |                         |                                                         |            |              |                                                    |

### السلسلة الثانية (1994–1995)
أصدرت السلسلة الثانية من الأوراق النقدية في 1994-1995. كانت هذه الأوراق النقدية تتمتع بحماية أفضل ضد التزوير من الأوراق النقدية في السلسلة الأولى.
| الصورة                                 | الصورة | القيمة  | الأبعاد      | الوصف                | الوصف                                    | الوصف               | تاريخ      | تاريخ         | تاريخ                                              |
| الوجه                                  | الظهر  | القيمة  | الأبعاد      | الوجه                | الظهر                                    | علامة مائية         | السك       | الإصدار       | السحب                                              |
| -------------------------------------- | ------ | ------- | ------------ | -------------------- | ---------------------------------------- | ------------------- | ---------- | ------------- | -------------------------------------------------- |
|                                        |        | 1 سوم   | 135 х 65 ملم | عبدلاس مالديباييف    | هو بو سي، كوموز                          | توكتوغول ساتيلجانوف | بدون تاريخ | 11 أبريل 1994 | قانوني، لكن لم يعد يصدر ونادرًا ما يظهر في التداول. |
|                                        |        | 5 سوم   | 135 х 65 ملم | بوبوسارا بيشينالييفا | أوبرا قيرغيزستان الوطنية                 | توكتوغول ساتيلجانوف | بدون تاريخ | 11 أبريل 1994 | قانوني، لكن لم يعد يصدر ونادرًا ما يظهر في التداول. |
|                                        |        | 10 سوم  | 135 х 65 ملم | قاسم تاينيستانوف     | سلاسل جبال قيرغيزستان ومنطقة دجيتي أوغوز | توكتوغول ساتيلجانوف | بدون تاريخ | 28 يناير 1994 | قانوني، لكن لم يعد يصدر ونادرًا ما يظهر في التداول. |
|                                        |        | 20 سوم  | 135 х 65 ملم | توغولوك مولدو        | مناص                                     | توكتوغول ساتيلجانوف | بدون تاريخ | 11 أبريل 1994 | قانوني، لكن لم يعد يصدر ونادرًا ما يظهر في التداول. |
|                                        |        | 50 سوم  | 135 х 65 ملم | كورمانجان داتكا      | مجمع أوزكند                              | توكتوغول ساتيلجانوف | بدون تاريخ | 29 أغسطس 1994 | قانوني، لكن لم يعد يصدر ونادرًا ما يظهر في التداول. |
|                                        |        | 100 سوم | 135 х 65 ملم | توكتوغول ساتيلجانوف  | سد توكتوجول                              | توكتوغول ساتيلجانوف | بدون تاريخ | 20 مارس 1995  | قانوني، لكن لم يعد يصدر ونادرًا ما يظهر في التداول. |
| هذه الصور بمقياس 0.7 بيكسل كل ميليمتر. |        |         |              |                      |                                          |                     |            |               |                                                    |

### السلسلة الثالثة (1997–2005)
ابتداءً من عام 1997 أصدرت سلسلة جديدة من الأوراق النقدية بمواضيع متشابهة ولكن بتصميم محسّن، مقارنة بالسلسلة السابقة.
أصدرت عملات معدنية من 1 و5 سوم في يناير 2008 وفي ديسمبر 2009 عملات معدنية من 10 سوم. نتيجة لذلك توقف إنتاج الأوراق النقدية من هذه القيم. ولكن لم تسحب الأوراق النقدية من التداول، ولكن بدلاً من ذلك يتخلص منها تدريجياً. قدر بنك قيرغيزستان الوطني في يناير 2008 أنه في غضون عامين، كانت أوراق 1 و5 سوم قد اختفت تمامًا من التداول.
| الصورة                                 | الصورة | القيمة    | الأبعاد      | الوصف                | الوصف                                    | تاريخ | تاريخ          | تاريخ                    |
| الوجه                                  | الظهر  | القيمة    | الأبعاد      | الوجه                | الظهر                                    | السك  | الإصدار        | السحب                    |
| -------------------------------------- | ------ | --------- | ------------ | -------------------- | ---------------------------------------- | ----- | -------------- | ------------------------ |
|                                        |        | 1 سوم     | 120 × 60 ملم | عبدلاس مالديباييف    | هو بو سي، كوموز                          | 1999  | 7 فبراير 2000  | قانوني، لكن لم يعد يصدر. |
|                                        |        | 5 سوم     | 135 х 65 ملم | بوبوسارا بيشينالييفا | أوبرا قيرغيزستان الوطنية                 | 1997  | 17 ديسمبر 1997 | قانوني، لكن لم يعد يصدر. |
|                                        |        | 10 سوم    | 135 х 65 ملم | قاسم تاينيستانوف     | سلاسل جبال قيرغيزستان ومنطقة دجيتي أوغوز | 1997  | 17 ديسمبر 1997 | قانوني، لكن لم يعد يصدر. |
|                                        |        | 20 سوم    | 135 х 65 ملم | توغولوك مولدو        | مناص                                     | 2002  | 15 أغسطس 2002  | قانوني، لكن لم يعد يصدر. |
|                                        |        | 50 سوم    | 145 × 70 ملم | كورمانجان داتكا      | مجمع أوزكند                              | 2002  | 15 أغسطس 2002  | قانوني، لكن لم يعد يصدر. |
|                                        |        | 100 سوم   | 150 × 72 ملم | توكتوغول ساتيلجانوف  | خان تنغري                                | 2002  | 15 أغسطس 2002  | قانوني، لكن لم يعد يصدر. |
|                                        |        | 200 سوم   | 155 × 74 ملم | اليكول اوسمونوف      | بحيرة إيسيك كول                          | 2000  | 28 أغسطس 2000  | قانوني، لكن لم يعد يصدر. |
|                                        |        | 200 سوم   | 155 × 74 ملم | اليكول اوسمونوف      | بحيرة إيسيك كول                          | 2004  | 2 أغسطس 2004   | قانوني، لكن لم يعد يصدر. |
|                                        |        | 500 سوم   | 160 × 76 ملم | ساياكباي كارالايف    | صور من مناص                              | 2000  | 28 أغسطس 2000  | قانوني، لكن لم يعد يصدر. |
|                                        |        | 500 سوم   | 160 × 76 ملم | ساياكباي كارالايف    | صور من مناص                              | 2005  | 1 نوفمبر 2005  | قانوني، لكن لم يعد يصدر. |
|                                        |        | 1،000 سوم | 165 × 78 ملم | يوسف خاص حاجب        | جبل سليمان                               | 2000  | 28 أغسطس 2000  | قانوني، لكن لم يعد يصدر. |
| هذه الصور بمقياس 0.7 بيكسل كل ميليمتر. |        |           |              |                      |                                          |       |                |                          |

### السلسلة الربعة (2009–2016)
أصدر البنك الوطني لجمهورية قيرغيزستان في عام 2009 ورقة نقدية بقيمة 5000 سوم. تبع ذلك طبعات جديدة في وقت لاحق لفئات 20 و50 و100 سوم. من بين أشياء أخرى، تحتوي هذه الأوراق على ميزات أمان محسّنة مقارنة بالسلسلة السابقة.
| الصورة                                 | الصورة | القيمة    | الأبعاد      | الوصف               | الوصف           | تاريخ | تاريخ          | تاريخ  |
| الوجه                                  | الظهر  | القيمة    | الأبعاد      | الوجه               | الظهر           | السك  | الإصدار        | السحب  |
| -------------------------------------- | ------ | --------- | ------------ | ------------------- | --------------- | ----- | -------------- | ------ |
|                                        |        | 20 سوم    | 120 × 58 ملم | توغولوك مولدو       | طاش رباط        | 2009  | 1 يوليو 2009   | قانوني |
|                                        |        | 20 سوم    | 120 × 58 ملم | توغولوك مولدو       | طاش رباط        | 2016  | 20 ديسمبر 2018 | قانوني |
|                                        |        | 50 سوم    | 126 × 61 ملم | كورمانجان داتكا     | مئذنة وضريح     | 2009  | 1 يوليو 2009   | قانوني |
|                                        |        | 50 سوم    | 126 × 61 ملم | كورمانجان داتكا     | مئذنة وضريح     | 2016  | 1 مارس 2017    | قانوني |
|                                        |        | 100 سوم   | 132 × 63 ملم | توكتوغول ساتيلجانوف | سد توكتوجول     | 2009  | 1 يوليو 2009   | قانوني |
|                                        |        | 100 سوم   | 132 × 63 ملم | توكتوغول ساتيلجانوف | سد توكتوجول     | 2016  | 1 مارس 2017    | قانوني |
|                                        |        | 200 سوم   | 138 × 66 ملم | اليكول اوسمونوف     | بحيرة إيسيك كول | 2010  | 1 ديسمبر 2010  | قانوني |
|                                        |        | 200 سوم   | 138 × 66 ملم | اليكول اوسمونوف     | بحيرة إيسيك كول | 2016  | 1 يناير 2017   | قانوني |
|                                        |        | 500 سوم   | 144 × 68 ملم | ساياكباي كارالايف   | مناص            | 2010  | 1 ديسمبر 2010  | قانوني |
|                                        |        | 500 سوم   | 144 × 68 ملم | ساياكباي كارالايف   | مناص            | 2016  | 1 يناير 2017   | قانوني |
|                                        |        | 1،000 سوم | 150 × 71 ملم | يوسف خاص حاجب       | جبل سليمان      | 2010  | 1 ديسمبر 2010  | قانوني |
|                                        |        | 1،000 سوم | 150 × 71 ملم | يوسف خاص حاجب       | جبل سليمان      | 2016  | 1 يناير 2017   | قانوني |
|                                        |        | 5،000 سوم | 156 × 73 ملم | سويمينكول تشوكموروف | ساحة علاء تو    | 2009  | 2 مارس 2009    | قانوني |
|                                        |        | 5،000 سوم | 156 × 73 ملم | سويمينكول تشوكموروف | ساحة علاء تو    | 2016  | 20 ديسمبر 2018 | قانوني |
| هذه الصور بمقياس 0.7 بيكسل كل ميليمتر. |        |           |              |                     |                 |       |                |        |

#### الأوراق التذكارية
أصدر الأوراق النقدية في أكتوبر 2014 التي تخلد الذكرى 150 لميلاد توكتوغول ساتيلجانوف طبع منها 3000 نسخة فقط. أصدرت ورقة نقدية تذكارية بقيمة 2000 سوم تكريما للذكرى الخامسة والعشرين للاستقلال وإدخال السوم في نوفمبر 2017.
| الصورة                                 | الصورة | القيمة    | الأبعاد      | الوصف                                   | الوصف                                       | الوصف               | تاريخ | تاريخ          | تاريخ  |
| الوجه                                  | الظهر  | القيمة    | الأبعاد      | الوجه                                   | الظهر                                       | العلامة المائية     | السك  | الإصدار        | السحب  |
| -------------------------------------- | ------ | --------- | ------------ | --------------------------------------- | ------------------------------------------- | ------------------- | ----- | -------------- | ------ |
|                                        |        | 100 سوم   | 132 × 63 ملم | توكتوغول ساتيلجانوف                     | سد توكتوجول                                 | توكتوغول ساتيلجانوف | 2009  | 20 أكتوبر 2014 | قانوني |
|                                        |        | 200 سوم   | 138 × 66 ملم | اليكول اوسمونوف                         | بحيرة إيسيك كول                             | توكتوغول ساتيلجانوف | 2009  | 20 أكتوبر 2014 | قانوني |
|                                        |        | 2،000 سوم | 156 × 73 ملم | نصب ماناس التذكاري، ورمز أمي في الخلفية | جبل خان تنغري، نسر يحلق فوق بحيرة إيسيك كول | توكتوغول ساتيلجانوف | 2017  | 17 نوفمبر 2017 | قانوني |
| هذه الصور بمقياس 0.7 بيكسل كل ميليمتر. |        |           |              |                                         |                                             |                     |       |                |        |